# Shaun Davey
Shaun Davey (Belfast, 1948) is een Iers musicus en componist.
Hij is afgestudeerd als kunsthistoricus in 1971 aan het Trinity College in Dublin. Aan het einde van de zeventiger jaren maakte hij zijn eerste album Davey and Morris met Dónal Lunny en anderen. Daarnaast componeerde hij muziek voor reclameboodschappen. Daarna werkte hij aan vier grotere composities zoals The Brendan Voyage in 1983, The Pilgrim in 1984, Granuaile in 1985 en in 1990 The Relief of Derry Symphonie. In verschillende stukken spelen uilleann pipes een hoofdrol. In een aantal van zijn CD's speelt zijn echtgenote Rita Connolly een grote rol. Hij componeerde ook filmmuziek. In 2003 maakte hij de muziek voor de Special Olympics Summer Games in Croke Park, Dublin. Liam O'Flynn speelde hierin een grote rol met zijn uilleann pipes. De CD hiervan, May We Never Have to Say Goodbeye, kwam in 2006 uit.

## Discografie
- St Laurence O'Toole Pipe Band - The Dawning Of The Day (Live from Glasgow)
- Shaun Davey & Tim Severin - The Brendan Voyage (Who Really Discovered America?) - 1980
- Shaun Davey & Liam O'Flynn - The Brendan Voyage - 1980
- Shaun Davey & Rita Connolly - Granuaile - 1985
- Shaun Davey - The Relief of Derry Symphony - 1990
- Rita Connolly - 1992
- Liam O'Flynn - Out To An Other Side - 1993
- Shaun Davey - The Pilgrim  - 1994
- Rita Connolly - Valparaiso - 1995
- John McSherry & Donal O'Connor - Tripswitch
- May We Never Have to Say Goodbeye, met Liam O'Flynn - 2006

## Filmografie
- 1996: Twelfth Night or What You Will
- 1997: A Further Gesture (met Harald Kloser en John E. Keane)
- 1998: Waking Ned
- 2001: The Tailor of Panama
- 2002: The Abduction Club

## Overige producties

### Televisieprogramma's
- 1978: The Burke Enigma (televisieserie)
- 1990: The Inverstigation: Inside a Terrorist Bombing (televisiefilm)
- 1995: The Hanging Gale (televisieserie)
- 1995: Loving (televisiefilm)
- 1996: Ballykissangel (televisieserie, 1996 -1998)
- 1998: Kings in Grass Castles (miniserie)
- 2000: David Copperfield (televisiefilm)

### Aanvullende muziek
Hij hielp ook mee aan de filmmuziek voor andere componisten.
- 2004: Ella Enchanted
- 2007: DR-Derude (televisieserie)

- Biblioteca Nacional de España: XX1266250
- Bibliothèque nationale de France: cb140241847 (data)
- Gemeinsame Normdatei: 135124344
- International Standard Name Identifier: 0000 0000 5938 3019
- Library of Congress Control Number: n88604792
- MusicBrainz: df0b8e8f-8f95-4474-8204-3e1c4890062f
- Nationale Bibliotheek van Tsjechië: xx0150450
- Nationale Bibliotheek van Israël: 987007322360805171
- SNAC: w64n0wt4
- Système universitaire de documentation: 05973874X
- Virtual International Authority File: 56809266
- WorldCat: E39PBJdxbmq97FD4jmBcH4RtKd